# Lungs (Florence and the Machine)
| Recensione       | Giudizio |
| ---------------- | -------- |
| AllMusic         |          |
| Clash            | 8/10     |
| Drowned in Sound | 7/10     |
| Pitchfork        | 7.2/10   |
| Rolling Stone    |          |

Lungs è l'album in studio di debutto del gruppo musicale britannico Florence and the Machine, pubblicato il 6 luglio 2009 dalla Island Records.
Si tratta di un album prevalentemente basato sui generi alternative pop, art pop, baroque pop e indie pop, che incorpora elementi soul, pop, indie rock, garage rock, blues, punk blues e art rock.
Il 18 luglio 2009 ha fatto la sua prima apparizione nella classifica britannica degli album direttamente alla posizione numero due, che ha mantenuto per cinque settimane consecutive, senza aver modo di scalzare dalla prima posizione la compilation The Essential Michael Jackson. Dopo circa trenta settimane di permanenza nella graduatoria, il disco è tornato alla posizione iniziale e il 23 gennaio 2010 ne ha poi raggiunto la vetta per due settimane consecutive. Lungs ha inoltre ottenuto un notevole successo in Irlanda, nella cui classifica nazionale ha occupato la seconda posizione per ben cinque settimane consecutive.
È stato uno degli album contendenti al Mercury Prize del 2009 ed ha ottenuto il Premio Mastercard per l'album britannico dell'anno il 16 febbraio 2010, in occasione della XXXª edizione dei BRIT Awards.

## Singoli
Lungs ha offerto diversi singoli per la sua campagna di promozione. Il primo ad essere commercializzato, intitolato Kiss with a Fist, ha anticipato l'uscita dell'album ed è stato distribuito il 9 giugno 2008, al tempo in cui l'intero materiale era ancora in fase di produzione. Il singolo riscosse un mediocre successo in Regno Unito, raggiungendo la posizione 51 della Official Singles Chart.
Il secondo estratto, Dog Days Are Over, fu pubblicato il 1º dicembre 2008 e solo il 10 gennaio 2010 salì alla posizione 23 nella classifica ufficiale britannica. Il brano è stato inserito in un episodio della serie britannica teen drama Skins e nella colonna sonora del film horror Jennifer's Body.
Un mese prima dell'uscita dell'album, Rabbit Heart (Raise It Up) venne scelto come terzo singolo ufficiale. Pubblicato il 22 giugno 2009, riuscì a bissare il successo dei due singoli precedenti, esordendo direttamente alla posizione 12 della UK Singles Chart, grazie soprattutto al contributo dell'airplay radiofonico. Il brano fu seguito dalla pubblicazione, il 7 settembre 2009, di un quarto singolo, Drumming Song, che raggiunse la posizione 54 in Regno Unito il 26 settembre dello stesso anno.
You've Got the Love, estratto come quinto singolo dall'album, ha ottenuto un maggiore successo dei precedenti, raggiungendo la posizione numero 5 in Gran Bretagna ed entrando nelle classifiche di diversi Paesi europei, tra i quali Irlanda, Belgio, Germania e Italia.
Seguono la re-release di Dog Days Are Over e il singolo di Cosmic Love.

## Tracce
1. Dog Days Are Over – 4:12 (Florence Welch, Isabella Summers)
2. Rabbit Heart (Raise It Up) – 3:52 (Florence Welch, Paul Epworth)
3. I'm Not Calling You a Liar – 3:05 (Florence Welch, Isabella Summers)
4. Howl – 3:34 (Florence Welch, Paul Epworth)
5. Kiss with a Fist – 2:04 (Florence Welch, Matt Alchin)
6. Girl with One Eye – 3:38 (Matt Alchin, David Ashby, James McCool)
7. Drumming Song – 3:43 (Florence Welch, James Ford, Crispin Hunt)
8. Between Two Lungs – 4:09 (Florence Welch, Isabella Summers)
9. Cosmic Love – 4:15 (Florence Welch, Isabella Summers)
10. My Boy Builds Coffins – 2:56 (Florence Welch, Christopher Lloyd Hayden, Rob Ackroyd)
11. Hurricane Drunk – 3:13 (Florence Welch, Francis Anthony "Eg" White)
12. Blinding – 4:40 (Florence Welch, Paul Epworth)
13. You've Got the Love – 2:48 (John Bellamy, Arnecia Michelle Harris, Anthony B. Stephens)

Tracce bonus nell'edizione deluxe
1. Bird Song Intro – 1:20 (Rob Ackroyd)
2. Bird Song – 2:55 (Florence Welch, Dev Hynes)
3. Dog Days Are Over (Demo) – 3:35 (Florence Welch, Isabella Summers)
4. Falling – 3:33 (Florence Welch, Isabella Summers)
5. Hardest of Hearts – 3:27 (Florence Welch, Isabella Summers, Mark Anthony)
6. Ghosts (Demo) – 2:58 (Florence Welch, Isabella Summers)
7. Girl with One Eye (Bayou Percussion Version) – 3:55 (Matt Alchin, David Ashby, James McCool)

Traccia bonus nell'edizione giapponese
1. Are You Hurting the One You Love? – 2:51 (Florence Welch, Isabella Summers, Christopher Lloyd Hayden, Tom Monger, Mica Levi)

## Classifiche

### Posizioni in classifica
| Classifica (2009–2015) | Posizione massima |
| ---------------------- | ----------------- |
| Australia              | 3                 |
| Austria                | 73                |
| Belgio (Fiandre)       | 3                 |
| Belgio (Vallonia)      | 51                |
| Canada                 | 20                |
| Danimarca              | 37                |
| Francia                | 117               |
| Germania               | 55                |
| Grecia                 | 16                |
| Irlanda                | 2                 |
| Italia                 | 65                |
| Norvegia               | 36                |
| Nuova Zelanda          | 3                 |
| Paesi Bassi            | 37                |
| Polonia                | 28                |
| Portogallo             | 8                 |
| Regno Unito            | 1                 |
| Spagna                 | 93                |
| Stati Uniti            | 14                |
| Svizzera               | 54                |

### Classifiche annuali
| Classifica (2011) | Posizione massima |
| ----------------- | ----------------- |
| Stati Uniti       | 44                |